# Фомичёва, Людмила Валентиновна
Людмила Валентиновна Фомичёва (10 мая 1931 — 2 ноября 2010) — советский и российский учёный, доктор технических наук, сотрудник РФЯЦ-ВНИИЭФ. Крупный специалист в области химии и технологии взрывчатых веществ для ядерно-оружейного комплекса.
Трижды лауреат Государственных премий — 1970, 1983 (СССР) и 2002 (России). Заслуженный деятель науки РФ.
По данным на 2005 год в Ядерном центре работали 102 докторов наук — и только три из них женщины: Галина Владимировна Долголева, Вера Владимировна Рассказова и Людмила Валентиновна Фомичева..

## Биография
Родилась в городе Курске в семье военнослужащего.
В 1954 году с отличием окончила химический факультет Воронежского государственного университета.
В РФЯЦ-ВНИИЭФ: инженер, старший инженер, руководитель технологической группы, заместитель начальника лаборатории. В 1963 году возглавила научно-исследовательскую лабораторию по взрывчатым веществам, а в 1968 году — отдел по химии и технологии взрывчатых веществ.
В 1970 году защитила кандидатскую диссертацию, в 1985 году — докторскую по теме создания, исследования и внедрения мощных взрывчатых составов для ядерных зарядов с повышенными эксплуатационными характеристиками.
Была членом, а затем заместителем председателя комиссии по взрывчатым веществам Росатома.

## Научная деятельность
Автор и соавтор более 300 научно-технических отчетов и 20 изобретений. Результаты ее работы докладывались на многих международных конференциях.
Подготовила к защите шесть кандидатов наук.

## Награды и признание
Трижды удостоена Государственных премий — СССР (1970, 1983) и России (2002).
Заслуженный деятель науки РФ (1997), Знак отличия «Ветеран энергетики и атомной промышленности» (2000), Звание «Почётный гражданин города» Саров Нижегородской области (1996).

## Память
В 2016 году в Институте физики взрыва РФЯЦ-ВНИИЭФ создана редакционная коллегия по сбору материалов для написания книги о жизни и деятельности Л. В. Фомичёвой.